# 죽향대로
죽향대로(Jukhyang-daero)는 전라남도 담양군 고서면 보촌리 망월교와 전북특별자치도 순창군 금과면 방축리 송정 교차로를 잇는 도로이다. 본래 전라남도 담양군 지역만을 잇는 도로였으나 담양 ~ 순창간 도로가 개설되면서 전라북도 순창군까지 연장되었다.

## 역사
- 1993년 1월 19일 : 담양우회도로(담양군 담양읍 양각리 ~ 객사리) 3.22 km 구간 개통[1]
- 2009년 7월 10일 : 2개 이상 시·도에 걸쳐 있는 도로로 죽향로를 고시[2]
- 2014년 12월 22일 : 문흥 ~ 보촌간 도로(광주광역시 북구 장등동 ~ 전라남도 담양군 고서면 보촌리) 2.1 km 구간 확장 개통[3]
- 2017년 9월 21일 : 담양 ~ 순창간 도로 개설에 따라 도로구간을 전라남도 담양군 금성면 덕성리에서 전라북도 순창군 금과면 방축리까지 연장함. 이에 따라 총 연장이 20.36km에서 22.31km로 증가[4]
- 2018년 2월 12일 : 담양 ~ 순창간 도로(순창군 금과면 고례리 ~ 순창읍 백산리) 2.97 km 구간 일부 확장 개통[5]
- 2018년 12월 18일 : 담양 ~ 순창간 도로(전라남도 담양군 담양읍 남산리 ~ 전라북도 순창군 순창읍 백산리) 11.8 km 전 구간 확장 개통, 기존 전라남도 담양군 담양읍 학동리 ~ 전라북도 순창군 금과면 고례리 6.84 km 구간 폐지[6]

## 주요 경유지
전라남도
- 담양군 (고서면 · 봉산면 · 무정면 · 담양읍 · 금성면)

전북특별자치도
- 순창군 금과면

## 노선
| 이름                   | 접속 노선                                                                                                | 소재지          | 소재지                                                                                  | 비고                                                                  |
| 동문대로와 직결        | 동문대로와 직결                                                                                          | 동문대로와 직결 | 동문대로와 직결                                                                         | 동문대로와 직결                                                       |
| ---------------------- | --- | --------------- | --------------------------------------------------------------------------------------- | --------------------------------------------------------------------- |
| 망월교                 | | 담양군          | 고서면                                                                                  | 국도 제29호선 구간 국가지원지방도 제55, 60호선 구간                   |
| 보촌대교 남단          | 국가지원지방도 제60호선 (창평현로)                                                                       | 담양군          | 고서면                                                                                  | 국도 제29호선 구간 국가지원지방도 제55, 60호선 구간                   |
| 보촌대교               | | 담양군          | 고서면                                                                                  | 국도 제29호선 구간 국가지원지방도 제55호선 구간                       |
| 원강 교차로            | 지방도 제887호선 (가사문학로)                                                                            | 담양군          | 고서면                                                                                  | 국도 제29호선 구간 국가지원지방도 제55호선 구간 지방도 제887호선 구간 |
| 유산 교차로            | 송강정로                                                                                                 | 담양군          | 고서면                                                                                  | 국도 제29호선 구간 국가지원지방도 제55호선 구간 지방도 제887호선 구간 |
| 유산교                 | | 담양군          | 고서면                                                                                  | 국도 제29호선 구간 국가지원지방도 제55호선 구간 지방도 제887호선 구간 |
| 봉산면                 | | 담양군          |                                                                                         | 국도 제29호선 구간 국가지원지방도 제55호선 구간 지방도 제887호선 구간 |
| 연동 교차로            | 지방도 제887호선 (면양정로)                                                                              | 담양군          |                                                                                         | 국도 제29호선 구간 국가지원지방도 제55호선 구간 지방도 제887호선 구간 |
| 기곡 교차로            | 창평로                                                                                                   | 담양군          | 국도 제29호선 구간 국가지원지방도 제55호선 구간                                         |                                                                       |
| 제월 교차로            | 영천성도길 제월길                                                                                        | 담양군          | 국도 제29호선 구간 국가지원지방도 제55호선 구간                                         | 무정면                                                                |
| 제월교                 | | 담양군          | 국도 제29호선 구간 국가지원지방도 제55호선 구간                                         | 무정면                                                                |
| 담양읍                 | | 담양군          | 국도 제29호선 구간 국가지원지방도 제55호선 구간                                         |                                                                       |
| 도고리                 | 도고길 용주길                                                                                            | 담양군          | 국도 제29호선 구간 국가지원지방도 제55호선 구간                                         |                                                                       |
| 담양공고 교차로        | 담양로                                                                                                   | 담양군          | 국도 제29호선 구간 국가지원지방도 제55호선 구간 담양 나들목과 간접 연결                 |                                                                       |
| 백동사거리             | 국도 제24호선 (죽향문화로) 국도 제13호선 국도 제15호선 국가지원지방도 제15호선 지방도 제887호선 (무정로) | 담양군          | 국도 제13, 15, 24, 29호선 구간 국가지원지방도 제15, 55호선 구간 지방도 제887호선 구간   |                                                                       |
| 담양읍삼거리           | 국도 제13호선 국도 제15호선 국도 제29호선 국가지원지방도 제15호선 지방도 제887호선 (중앙로)              | 담양군          | 국도 제13, 15, 24, 29호선 구간 국가지원지방도 제15, 55호선 구간 지방도 제887호선 구간   |                                                                       |
| 남촌 교차로            | 남촌길                                                                                                   | 담양군          | 국도 제24호선 구간 국가지원지방도 제55호선 구간                                         |                                                                       |
| 석당간 교차로          | 추성로                                                                                                   | 담양군          | 국도 제24호선 구간 국가지원지방도 제55호선 구간                                         |                                                                       |
| 학동 교차로            | 메타세쿼이아로 죽향문화로                                                                                | 담양군          | 국도 제24호선 구간 국가지원지방도 제55호선 구간                                         |                                                                       |
| 금월 교차로            | 메타세쿼이아로                                                                                           | 담양군          | 국도 제24호선 구간 국가지원지방도 제55호선 구간 순창 방향 진입 불가 담양 방향 진출 불가 |                                                                       |
| 가사천교               | | 담양군          | 금성면                                                                                  | 국도 제24호선 구간 국가지원지방도 제55호선 구간                       |
| 대곡 교차로            | 담양88로                                                                                                 | 담양군          | 금성면                                                                                  | 국도 제24호선 구간 국가지원지방도 제55호선 구간                       |
| 대곡터널               | | 담양군          | 금성면                                                                                  | 국도 제24호선 구간 연장 240m                                          |
| 봉서 교차로 (비와천교) | 비내동길                                                                                                 | 담양군          | 금성면                                                                                  | 국도 제24호선 구간 국가지원지방도 제55호선 구간                       |
| 시장천교               | | 담양군          | 금성면                                                                                  | 국도 제24호선 구간 국가지원지방도 제55호선 구간                       |
| 덕성 교차로            | 덕성시목길                                                                                               | 담양군          | 금성면                                                                                  | 국도 제24호선 구간 국가지원지방도 제55호선 구간                       |
| 영월교                 | | 순창군          | 금과면                                                                                  | 국도 제24호선 구간 국가지원지방도 제55호선 구간                       |
| 방축 교차로 (방축교)   | 지방도 제730호선 (금풍로)                                                                                | 순창군          | 금과면                                                                                  | 국도 제24호선 구간 국가지원지방도 제55호선 구간                       |
| 고례교                 | 광덕로                                                                                                   | 순창군          | 금과면                                                                                  | 국도 제24호선 구간 국가지원지방도 제55호선 구간 담양 방향 진출만 가능 |
| 송정 교차로            | 매송로 송정길                                                                                            | 순창군          | 금과면                                                                                  | 국도 제24호선 구간 국가지원지방도 제55호선 구간                       |
| 담순로와 직결          | |                 |                                                                                         |                                                                       |

## 주요 건물 및 시설
- 담양공업고등학교 (전라남도 담양군 담양읍 죽향대로 1072)
- 담양아울렛 (전라남도 담양군 담양읍 죽향대로 1109)